# Живораждане
Живораждането при животните е явление, при което зародишът се развива в тялото на майчиния организъм и води до появата на потомство. Може да се разглежда като антипод на снасянето на яйца.
Бозайниците (без Еднопроходни) са най-добрия пример за живораждащи. При тях се осъществява трофична връзка между майката и ембриона посредством плацента.
При някои по-нисши животни също се наблюдава подобен биологичен феномен такива са някои представители на скорпионите и хлебарките , малко на брой родове акули и змии както и при Онихофорите. При някои гущери от родовете Синьоезични сцинкове (Tiliqua) и Гигантски дървесни сцинкове (Corucia) плацентата е закачена директно за майката, осигурявайки трофично ембриона. След раждането си малките на живородните приемат храна от външната среда, в контраст на някои яйцеснасящи (например риби), при които малките се изхранват известно време за сметка на жълтъчния си сак.
Известни са няколко по-особени, но често срещани случая на живораждане:
- Яйцеживораждане: В този случай оплодените яйца се съхраняват в майчиния организъм (по изключение в бащиния при морското конче) до излюпването си, но няма трофична връзка между майката и зародишите. Широко разпространено явления сред Отровници и Poeciliidae.
- Хистотрофно живораждане: Зародишите се развиват в яйцепроводите на майчиния организъм, като се изхранват за сметка на вътреутробен канибализъм, каинизъм. Застъпено е при някои акули и черния саламандър Salamandra atra.